# Камсток Нортвест (Мичиген)
Камсток Нортвест (енгл. Comstock Northwest) насељено је место без административног статуса у америчкој савезној држави Мичиген.

## Демографија
По попису из 2010. године број становника је 5.455, што је 983 (22,0%) становника више него 2000. године.
| Група             | 2000.         | 2010.         |
| Белци             | 3.869 (86,5%) | 4.343 (79,6%) |
| Афроамериканци    | 336 (7,5%)    | 576 (10,6%)   |
| Азијати           | 74 (1,7%)     | 182 (3,3%)    |
| Хиспаноамериканци | 94 (2,1%)     | 175 (3,2%)    |
| Укупно            | 4.472         | 5.455         |